# Carl Vogt
August Christoph Carl Vogt (5. července 1817 Gießen, Hesenské velkovévodství – 5. května 1895 Ženeva, Švýcarsko) byl německý přírodovědec, politik, představitel tzv. vulgárního materialismu.
Od roku 1847 působil jako profesor v Gießenu, později byl poslancem frankfurtského Vorparlamentu a Národního shromáždění. Po revoluci 1848–1849 žil v Bernu a Nice. V roce 1852 se stal profesorem geologie a později i zoologie ve švýcarské Ženevě.
Vogt byl demokrat, odmítal socialismus, Marx jej považoval za agenta Napoleona III.

## Dílo
- Untersuchungen über die Entwicklungsgeschichte der Geburtshelferkröte. (Alytes obstetricians). Jent und Gassman, Solothurn 1842, S. 130.
- Im Gebirg und auf den Gletschern. 1843.
- Lehrbuch der Geologie und Petrefactenkunde. 1846.
- Physiologische Briefe. 1847.
- Die politischen Aufgaben der Opposition in unserer Zeit. 1849.
- Zoologische Briefe. 2 Bände. 1851.
- Untersuchungen über Thierstaaten. 1851.
- Bilder aus dem Thierleben. 1852.
- Köhlerglaube und Wissenschaft. Eine Streitschrift gegen den Hofrat Rudolph Wagner in Göttingen. 1855.
- Studien zur gegenwärtigen Lage Europas. 1859.
- Altes und Neues aus Tier- und Menschenleben. 2 Bände. 1859.
- Vorlesungen über den Menschen, seine Stellung in der Schöpfung und in der Geschichte der Erde. 1863.
- Nord-Fahrt entlang der Norwegischen Küste, nach dem Nordkap, den Inseln Jan Mayen und Island. 1863.
- Physiologie des Geschmacks. 1865.
- Politische Briefe. 1870–1871.
- Die Säugetiere in Wort und Bild. 1883.
- Lehrbuch der praktischen vergleichenden Anatomie. 2 Bände. 1885 bis 1895.
- Aus meinem Leben. Erinnerungen und Rückblicke. Stuttgart 1896, unvollendet.

### Překlady
- Edouard Desor: Die Besteigung des Jungfrauhorns durch Agassiz und seine Gefährten. Jent und Gassmann, Solothurn 1842 (Übersetzung von L’ascension de la Jungfrau effectuée le 28 août 1841 par MM. Agassiz, Forbes, Du Chatelier et Desor, 1841).
- Robert Chambers: Natürliche Geschichte der Schöpfung des Weltalls, der Erde und der auf ihr befindlichen Organismen. Vieweg, Braunschweig 1851; 2., verbesserte Auflage 1858 (Übersetzung von Vestiges of the Natural History of Creation, 1844).